# Namiya
Namiya es una película fantástica china de 2017 basada en la novela de 2012 Miracles of the Namiya General Store del autor Keigo Higashino y protagonizada por Jackie Chan, Dilraba Dilmurat, Karry Wang y Hao Lei. Fue estrenada el 29 de diciembre de 2017 en China.

## Sinopsis
La película sigue a tres jóvenes huérfanos que se topan con una carta que se desliza debajo de la puerta mientras se esconden en una tienda de alimentos. Escriben una respuesta a la carta, hecho que desencadena una aventura con extrañas conexiones con el pasado.

## Reparto
- Jackie Chan es Namiya.
- Dilraba Dilmurat es Tong Tong.
- Karry Wang es Xiao Bo.
- Dong Zijian es Ah Jie.
- Hao Lei
- Qin Hao
- Chen Duling es Wang Wang.
- Lee Hong-chi es Qin Lang.

## Premios y nominaciones
| Año  | Categoría            | Premio                                             | Nominada         | Resultado |
| ---- | -------------------- | -------------------------------------------------- | ---------------- | --------- |
| 2019 | Newcomer Award       | 17th Golden Phoenix Award                          | Dilraba Dilmurat | Ganó      |
| 2019 | Best New Actor Award | 17th Chinese Film Society of Performing Arts Award | Karry Wang       | Ganó      |

## Producción
La cinta fue producida por Emperor Motion Pictures, PMF Pictures y Wanda Media. El tráiler fue estrenado el 2 de diciembre de 2017.